# Magdaleno Cano
Magdaleno Cano (29 de maio de 1933 — 8 de janeiro de 2009) foi um ciclista olímpico mexicano. Representou sua nação em dois eventos nos Jogos Olímpicos de Verão de 1956.